# Лонг (остров, Нунавут)
Вижте пояснителната страница за други значения на Лонг.

Остров Лонг (на английски: Long Island) е 80-ият по големина остров в Канадския арктичен архипелаг. Площта му е 168 км2, която му отрежда 120-о място сред островите на Канада. Макар островът да се намира на стотици километри южно от архипелага, административно принадлежи към канадската територия Нунавут и затова е включен в Канадския арктичен архипелаг. Ненаселен.
Островът се намира в югоизточната част на Хъдсъновия залив, край западния бряг на п-ов Лабрадор, от който на юг го отделя широкият 7,6 км проток Лонг Айлънд Саунд, в който има множество малки островчета и скали. На 15 км на юг от острова се намира нос Луи XIV – най-западната точка на п-ов Лабрадор.
Бреговата му линия с дължина 159 км е много силно разчленена, в голямата си част блатиста и труднодостъпна. Остров Лонг има издължена форма от запад на изток с дължина 52 км, а максималната му ширина е едва 5 км.
Релефът е равнинен с максимална височина от 53 м в най-източната част. Островът е изпъстрен с множество малки езера, блата и мочурища.
Лонг е открит през месец септември 1610 г. от английския полярен мореплавател Хенри Хъдсън, който по време на това плаване намира смъртта си в този район.
|  | Тази страница частично или изцяло представлява превод на страницата Long Island (Nunavut) в Уикипедия на немски. Оригиналният текст, както и този превод, са защитени от Лиценза „Криейтив Комънс – Признание – Споделяне на споделеното“, а за съдържание, създадено преди юни 2009 година – от Лиценза за свободна документация на ГНУ. Прегледайте историята на редакциите на оригиналната страница, както и на преводната страница, за да видите списъка на съавторите. ВАЖНО: Този шаблон се отнася единствено до авторските права върху съдържанието на статията. Добавянето му не отменя изискването да се посочват конкретни източници на твърденията, които да бъдат благонадеждни. |